# Reboot (jealkbの曲)
「reboot」（リブート）は、日本のヴィジュアル系ロックバンド、jealkbのメジャー9thシングル。2016年11月2日発売。

## 概要
- 新自主レーベル「jealize」（ジュアライズ）を立ち上げて初のシングルであり、jealkbの〝再起動〟の意味が込められている[2]。

## 収録曲
1. reboot
  - （作詞：haderu / 作曲：elsa）
2. by your side
  - （作詞：haderu / 作曲：elsa）
3. System
  - （作詞：haderu / 作曲：ediee）

A ray of hope
（作詞：haderu / 作曲：elsa）